# Google Notebook
Google Notebook là một dịch vụ miễn phí được cung cấp bởi Google cho phép dùng một cách thức đơn giản để lưu trữ và sắp xếp các đoạn ghi chú thông tin để có thể đọc trực tuyến. Công cụ này cho phép người dùng viết các ghi chú, các đoạn ngắn, hình ảnh và các đường liên kết đến các trang trong lúc đang duyệt web. Tất cả thông tin số sẽ được lưu vào một cuốn "sổ tay trực tuyến" để có thể sẵn sàng chia sẻ và cùng làm việc với mọi người khác.